# جام خیریه انگلستان ۱۹۳۰
 جام خیریه انگلستان ۱۹۳۰ ، ۱۷امین رقابت سالانه مابین قهرمانان لیگ دسته اول فوتبال انگلستان و جام حذفی فوتبال انگلستان است.
این مسابقه در تاریخ ۸ اکتبر ۱۹۳۰ مابین تیم‌های آرسنال و شفیلد ونزدی در ورزشگاه استمفورد بریج لندن برگزار شده‌است.
تیم آرسنال در این مسابقه با نتیجه دو بر یک به پیروزی رسید.

## جزئیات مسابقه
| آرسنال    | ۲ – ۱ | شفیلد ونزدی   |
| --------- | ----- | ------------- |
| هولم · جک |       | بورگس پنالتی' |